# 少林寺 (岡山市)
少林寺（しょうりんじ）は、岡山県岡山市中区国富に所在する臨済宗妙心寺派の寺院。山号は国富山。本尊は観世音菩薩。

## 概要
この寺は赤穂藩2代藩主池田輝興が、兵庫県赤穂市に建立した長松山盛岩寺を前身とする。輝興は正保2年（1645年）不行状を理由に改易となり、甥の岡山藩主池田光政の預かりとなった。輝興は正保4年（1647年）に岡山で死去した。万治3年（1660年）、盛岩寺をこの地に移転し、法隣を開山和尚に迎え、国富山少林寺と改称した。以後、輝興の菩提寺となった。
寺院内には小堀流の庭園があり、元禄12年（1699年）築庭と伝えられる。幕末の岡山藩筆頭家老であった伊木忠澄は隠居後に三猿斎と号し、この寺院に三猿堂を結び茶の湯を楽しんだ。
現在、三猿斎にちなみ、裏千家の茶会が定期的に催されている。

## 文化財
- 伊木三猿斎夫妻の墓
- 池田政行夫妻の墓